# Бортківська сільська рада
| Бортківська сільська рада — колишній орган місцевого самоврядування у Золочівському районі Львівської області з адміністративним центром у с. Бортків. Історична дата утворення: в 1939 році. Водоймища на території, підпорядкованій даній раді: річка Гологірка. Сільській раді були підпорядковані населені пункти: - с. Бортків - с. Мала Вільшанка - с. Скнилів |

## Склад ради
Рада складалася з 15 депутатів та голови.

### Керівний склад ради
| ПІБ                      | Основні відомості                                                             | Дата обрання | Дата звільнення |
| ------------------------ | ----------------------------------------------------------------------------- | ------------ | --------------- |
| Потюк Володимир Петрович | Сільський голова, 1969 року народження, освіта, безпартійний                  | 26.03.2006   | 31.10.2010      |
| Потюк Володимир Петрович | Сільський голова, 1969 року народження, освіта незакінчена вища, безпартійний | 31.10.2010   |                 |

Примітка: таблиця складена за даними джерела